# Nati nel 1993/Marzo
| Questa pagina contiene informazioni ricavate automaticamente dalle voci biografiche con l'ausilio del template Bio e di un bot. L'aggiornamento è periodico e automatico e ricostruisce completamente la pagina. Se manca una persona in questa lista, sei pregato di non aggiungerla, ma accertati piuttosto che la sua voce biografica contenga il template Bio e che i dati anagrafici siano correttamente compilati. Se il template Bio manca, inseriscilo tu stesso o, in alternativa, metti l'avviso {{tmp\|Bio}} che ne segnala la mancanza. Se i dati riportati sono sbagliati, correggi direttamente la voce biografica; le modifiche saranno visibili in questa lista entro pochi giorni. Per chiarimenti vedi il progetto biografie. La lista contiene solo le 579 persone che sono citate nell'enciclopedia e per le quali è stato implementato correttamente il template Bio. Pagina aggiornata al 10 ago 2025. |

- 1º marzo - Juan Bernat, calciatore spagnolo
- 1º marzo - Carraça, calciatore portoghese
- 1º marzo - Jandrei, calciatore brasiliano
- 1º marzo - Michael Conforto, giocatore di baseball statunitense
- 1º marzo - Corrado De Stefani, golfista italiano
- 1º marzo - Majok Deng, cestista sudsudanese
- 1º marzo - Dimităr Dimitrov, cestista bulgaro
- 1º marzo - Zinedine Ferhat, calciatore algerino
- 1º marzo - Lukas Fernandes, ex calciatore danese
- 1º marzo - Curtis Good, calciatore australiano
- 1º marzo - Tin Karamatić, calciatore croato
- 1º marzo - Yannic Kiehl, giocatore di football americano tedesco
- 1º marzo - Wonho, cantante sudcoreano
- 1º marzo - Alison Lopes Ferreira, calciatore brasiliano
- 1º marzo - Carlos Luque, ex calciatore argentino
- 1º marzo - Josh McEachran, calciatore inglese
- 1º marzo - Lucas Melano, calciatore argentino
- 1º marzo - Edrick Menjívar, calciatore honduregno
- 1º marzo - Annette Jacky Messomo, calciatrice camerunese
- 1º marzo - Grace Moloney, calciatrice irlandese
- 1º marzo - Justin Ndikumana, calciatore burundese
- 1º marzo - Philipp Prosenik, ex calciatore austriaco
- 1º marzo - Victor Rask, hockeista su ghiaccio svedese
- 1º marzo - Roman Rees, biatleta tedesco
- 1º marzo - Gwion Edwards, calciatore gallese
- 1º marzo - David Smith, calciatore scozzese
- 1º marzo - Chanatip Sonkham, taekwondoka thailandese
- 1º marzo - Ivan Tomičić, allenatore di calcio e ex calciatore croato
- 1º marzo - Rodrigo Ureña, calciatore cileno
- 1º marzo - Jordan Veretout, calciatore francese
- 2 marzo - Vedat Albayrak, judoka greco
- 2 marzo - Ilaria Arrighetti, rugbista a 15 italiana
- 2 marzo - Rúben Bentancourt, calciatore uruguaiano
- 2 marzo - Nicolás Brussino, cestista argentino
- 2 marzo - Pieter Bulling, ex pistard neozelandese
- 2 marzo - Marija Jaremčuk, cantante ucraina
- 2 marzo - Jan Juroška, calciatore ceco
- 2 marzo - Nemanja Krstić, cestista serbo
- 2 marzo - Takabva Mawaya, calciatore zimbabwese
- 2 marzo - Steven Odendaal, pilota motociclistico sudafricano
- 2 marzo - Pandelela Rinong, tuffatrice malese
- 2 marzo - Miguel Tavares, pallavolista portoghese
- 2 marzo - Greta Vallotto, calciatrice italiana
- 2 marzo - Joel Álvarez, artista marziale misto spagnolo
- 3 marzo - Alejandro Contreras, calciatore cileno
- 3 marzo - Ayşe Cora, cestista turca
- 3 marzo - Gabriela Cé, tennista brasiliana
- 3 marzo - Josef Dostál, canoista ceco
- 3 marzo - Joël Geissmann, ex calciatore svizzero
- 3 marzo - Nicole Gibbs, ex tennista statunitense
- 3 marzo - Karl Holmberg, calciatore svedese
- 3 marzo - Kana Muramoto, ex danzatrice su ghiaccio giapponese
- 3 marzo - William Le Pogam, calciatore francese
- 3 marzo - Nemanja Mladenović, calciatore serbo
- 3 marzo - Saeid Mohammadpourkarkaragh, sollevatore iraniano
- 3 marzo - Ravil' Netfullin, calciatore russo
- 3 marzo - Nurlan Novruzov, calciatore azero
- 3 marzo - Harry Richardson, attore australiano
- 3 marzo - Antonio Rüdiger, calciatore tedesco
- 3 marzo - Dion Smith, ciclista su strada neozelandese
- 3 marzo - Michael Thomas, giocatore di football americano statunitense
- 3 marzo - Shahobiddin Zoirov, pugile uzbeko
- 4 marzo - Sebastián Assís, calciatore uruguaiano
- 4 marzo - Lucas Bijker, ex calciatore brasiliano
- 4 marzo - James Drake, wrestler inglese
- 4 marzo - Maxime Dupé, calciatore francese
- 4 marzo - Ahmad al-Dwairi, cestista giordano
- 4 marzo - Marc Enoumba, calciatore camerunese
- 4 marzo - Alexi Gómez, calciatore peruviano
- 4 marzo - Zach Hadel, animatore, doppiatore e youtuber statunitense
- 4 marzo - Niklas Kieber, ex calciatore liechtensteinese
- 4 marzo - Benjamin Lock, tennista zimbabwese
- 4 marzo - Julen Olaizola, cestista spagnolo
- 4 marzo - Giuliana Olmos, tennista messicana
- 4 marzo - Paulo Retre, calciatore australiano
- 4 marzo - Maykel Reyes, calciatore cubano
- 4 marzo - Aleksandr Rudenko, ex calciatore e allenatore di calcio russo
- 4 marzo - Piruka, rapper portoghese
- 4 marzo - Michał Szromnik, calciatore polacco
- 4 marzo - Conor Townsend, calciatore inglese
- 4 marzo - Vangjel Zguro, calciatore albanese
- 4 marzo - Evaldas Šaulys, cestista lituano
- 5 marzo - El Hadji Ba, calciatore francese
- 5 marzo - Katherine Bell, pallavolista statunitense
- 5 marzo - Josh Briggs, wrestler statunitense
- 5 marzo - Ryan Brobbel, calciatore nordirlandese
- 5 marzo - Juan Delgado Baeza, calciatore cileno
- 5 marzo - Dīmītrīs Diamantakos, calciatore greco
- 5 marzo - Soufiane El Kabbouri, ex mezzofondista italiano
- 5 marzo - Woody Gibson, calciatore britannico
- 5 marzo - Alexis Gougeard, ex ciclista su strada e ex pistard francese
- 5 marzo - Ahmed Hassan Koka, calciatore egiziano
- 5 marzo - Bregje Heinen, supermodella olandese
- 5 marzo - Tristan Lamasine, tennista francese
- 5 marzo - Harry Maguire, calciatore inglese
- 5 marzo - Edu, calciatore brasiliano
- 5 marzo - Kiley Neushul, ex pallanuotista statunitense
- 5 marzo - Artur Pikk, calciatore estone
- 5 marzo - Fred, calciatore brasiliano
- 5 marzo - Youssouf Sabaly, calciatore francese
- 5 marzo - Stephen Sama, ex calciatore camerunese
- 5 marzo - Kyle Schwarber, giocatore di baseball statunitense
- 5 marzo - Gregorio Sierra, calciatore spagnolo
- 5 marzo - Sin Da-woon, pattinatore di short track sudcoreano
- 5 marzo - Lelêu, calciatore brasiliano
- 5 marzo - Jordan Tillson, calciatore inglese
- 5 marzo - Silvan Widmer, calciatore svizzero
- 5 marzo - Letitia de Jong, pattinatrice di velocità su ghiaccio olandese
- 6 marzo - Ivan Aleksić, calciatore croato
- 6 marzo - Tomislav Barišić, ex calciatore bosniaco
- 6 marzo - Elise Eberle, attrice statunitense
- 6 marzo - Nicklas Jensen, hockeista su ghiaccio danese
- 6 marzo - Louis Laing, ex calciatore inglese
- 6 marzo - José Leitón, calciatore costaricano
- 6 marzo - Malcolm Miller, cestista statunitense
- 6 marzo - Khaled Mobayed, calciatore siriano
- 6 marzo - Azet, rapper albanese
- 6 marzo - Patrick Möschl, calciatore austriaco
- 6 marzo - Ning Zetao, ex nuotatore cinese
- 6 marzo - Tochukwu Okeke, lottatore nigeriano
- 6 marzo - Bambie Thug, cantante irlandese
- 6 marzo - Jalen Riley, cestista statunitense
- 6 marzo - Jonas Svensson, calciatore norvegese
- 6 marzo - Nick Vannett, giocatore di football americano statunitense
- 6 marzo - Trevor Vasey, giocatore di football americano statunitense
- 6 marzo - Luciano Zornetta, pallavolista argentino
- 7 marzo - Leonid Akulinin, calciatore ucraino
- 7 marzo - André Biyogo Poko, calciatore gabonese
- 7 marzo - Antônio Carlos Capocasali, calciatore brasiliano
- 7 marzo - Diego Chávez, calciatore peruviano
- 7 marzo - Matthias Dorfer, biatleta tedesco
- 7 marzo - Mary Earps, calciatrice britannica
- 7 marzo - Alysbeth Félix, multiplista portoricana
- 7 marzo - Óscar Ignacio Hernández, calciatore cileno
- 7 marzo - Jackson Irvine, calciatore australiano
- 7 marzo - Gilberto Moraes Júnior, calciatore brasiliano
- 7 marzo - Jordan Ngatai, cestista neozelandese
- 7 marzo - Santy Ngom, calciatore francese
- 7 marzo - Mohamed Ouattara, calciatore burkinabé
- 7 marzo - Shawn Parker, ex calciatore tedesco
- 7 marzo - João Tiago Serrão Garcês, calciatore portoghese
- 7 marzo - Raivo Varažinskis, calciatore lettone
- 7 marzo - Vinícius Freitas, calciatore brasiliano
- 7 marzo - Denisa Allertová, ex tennista ceca
- 8 marzo - José Caro, calciatore spagnolo
- 8 marzo - Arsenij Chačaturan, direttore della fotografia bielorusso
- 8 marzo - Antonella Di Monte, attrice italiana
- 8 marzo - Kevin Duré, ex calciatore norvegese
- 8 marzo - Jérémy Frick, calciatore svizzero
- 8 marzo - Pablo Hervías, calciatore spagnolo
- 8 marzo - Radek Juška, lunghista ceco
- 8 marzo - Aaron Lynch, ex giocatore di football americano statunitense
- 8 marzo - Rui Machida, cestista giapponese
- 8 marzo - David Pommer, ex combinatista nordico austriaco
- 8 marzo - Loïs Szymczak, tuffatore francese
- 8 marzo - Alessia Trost, ex altista italiana
- 8 marzo - Rodolfo Valente, attore brasiliano
- 8 marzo - Maurice Watson, cestista statunitense
- 8 marzo - Avery Williamson, giocatore di football americano statunitense
- 8 marzo - Mike dos Santos Nenatarvicius, calciatore brasiliano
- 9 marzo - Nikola Aksentijević, calciatore serbo
- 9 marzo - Kenzie Anne, attrice pornografica statunitense
- 9 marzo - Éider Arévalo, marciatore colombiano
- 9 marzo - George Baldock, calciatore greco († 2024)
- 9 marzo - Stony Blyden, attore, rapper e batterista islandese
- 9 marzo - Lucas Campana, calciatore argentino
- 9 marzo - Carlos Miguel Tavares de Oliveira, calciatore portoghese
- 9 marzo - Daniel Catenacci, hockeista su ghiaccio canadese
- 9 marzo - Larnell Cole, calciatore inglese
- 9 marzo - Matija Cvek, cantante croato
- 9 marzo - Ali Fayez, calciatore iracheno
- 9 marzo - Jun'ya Itō, calciatore giapponese
- 9 marzo - Il'ja Ivanjuk, altista russo
- 9 marzo - Zakaria Labyad, calciatore olandese
- 9 marzo - John Mary, calciatore camerunese
- 9 marzo - Marcus Maye, giocatore di football americano statunitense
- 9 marzo - Kevin Medina, calciatore colombiano
- 9 marzo - Davit Minasyan, ex calciatore armeno
- 9 marzo - Richárd Nagy, nuotatore slovacco
- 9 marzo - Miikka Salomäki, hockeista su ghiaccio finlandese
- 9 marzo - Ion Sandu, calciatore moldavo
- 9 marzo - Matteo Solini, calciatore italiano
- 9 marzo - Stefano Sturaro, ex calciatore italiano
- 9 marzo - Suga, rapper, produttore discografico e compositore sudcoreano
- 9 marzo - Tom Trybull, calciatore tedesco
- 9 marzo - Alessio Zdrilich, rugbista a 15 italiano
- 9 marzo - Mirosław Ziętarski, canottiere polacco
- 9 marzo - Gino van Kessel, calciatore olandese
- 10 marzo - Nakibou Aboubakari, calciatore francese
- 10 marzo - Viktor Butenko, discobolo russo
- 10 marzo - Jack Butland, calciatore inglese
- 10 marzo - Tatiana Calderón, pilota automobilistica colombiana
- 10 marzo - Daniele Casiraghi, calciatore italiano
- 10 marzo - Raman Chibsah, calciatore ghanese
- 10 marzo - Moctar Cissé, calciatore maliano
- 10 marzo - Dee Davis, cestista statunitense
- 10 marzo - Alfred Duncan, calciatore ghanese
- 10 marzo - Octavius Ellis, cestista statunitense
- 10 marzo - Nadia Murad, attivista irachena
- 10 marzo - Geneviève Ngo, calciatrice camerunese
- 10 marzo - Alassane Pléa, calciatore francese
- 10 marzo - Omid Singh, calciatore iraniano
- 10 marzo - Nooa Takooa, velocista gilbertese
- 10 marzo - Luiz Gustavo de Almeida Pinto, calciatore brasiliano
- 10 marzo - Maicon de Silva Moreira, calciatore brasiliano
- 11 marzo - Baek A-yeon, cantautrice e polistrumentista sudcoreana
- 11 marzo - Millie Chandarana, calciatrice inglese
- 11 marzo - Jodie Comer, attrice britannica
- 11 marzo - Anthony Davis, cestista statunitense
- 11 marzo - Scott Fifer, pallavolista statunitense
- 11 marzo - Joe Haeg, giocatore di football americano statunitense
- 11 marzo - Simon Hedlund, calciatore svedese
- 11 marzo - Alexander Hill, canottiere australiano
- 11 marzo - Alexus Laird, nuotatrice seychellese
- 11 marzo - Marius Lode, calciatore norvegese
- 11 marzo - Julián Marchioni, calciatore argentino
- 11 marzo - Jean-Emmanuel Nédra, calciatore francese
- 11 marzo - Anton Palzer, ciclista su strada tedesco
- 11 marzo - Noboru Shimura, calciatore giapponese
- 11 marzo - Michele Stevan, hockeista su ghiaccio italiano
- 12 marzo - Nikolai Alho, calciatore finlandese
- 12 marzo - Rodrigo Arciero, calciatore argentino
- 12 marzo - Alex Bellemare, sciatore freestyle canadese
- 12 marzo - Ignacio Cacheiro, calciatore argentino
- 12 marzo - Martín Cuello, cestista argentino
- 12 marzo - Max DiLeo, cestista statunitense
- 12 marzo - Christelle Diallo, cestista francese
- 12 marzo - Rellie Kaputin, lunghista e triplista papuana
- 12 marzo - Laylow, rapper e cantante francese
- 12 marzo - Mamadou Mbodj, calciatore senegalese
- 12 marzo - Tyler Miller, calciatore statunitense
- 12 marzo - Agustín Módula, calciatore argentino
- 12 marzo - Kemy Osse, cestista canadese
- 12 marzo - Enriko Papa, calciatore albanese
- 12 marzo - Teodora Pušić, pallavolista serba
- 12 marzo - Matías Rosso, ex calciatore argentino
- 12 marzo - Abdullahi Shehu, calciatore nigeriano
- 12 marzo - Song Myung-geun, pallavolista sudcoreano
- 12 marzo - Anton Šramčanka, calciatore bielorusso
- 12 marzo - Mattia Stefanelli, calciatore sammarinese
- 12 marzo - Jeppe Tverskov, calciatore danese
- 12 marzo - Ray Vanegas, calciatore colombiano
- 12 marzo - Rafael Vilela, giocatore di calcio a 5 brasiliano
- 13 marzo - Vincenzo Abbagnale, canottiere italiano
- 13 marzo - Jaylin Airington, cestista statunitense
- 13 marzo - Richárd Bodó, pallamanista ungherese
- 13 marzo - Michele Campagnaro, rugbista a 15 italiano
- 13 marzo - Alessandra Formica, ex cestista e allenatrice di pallacanestro italiana
- 13 marzo - Evan Green, calciatore britannico
- 13 marzo - Thongkhosiem Haokip, calciatore indiano
- 13 marzo - Simen Hegstad Krüger, fondista norvegese
- 13 marzo - Emmanuel Mbongo, calciatore camerunese
- 13 marzo - Tyrone Mings, calciatore inglese
- 13 marzo - Ally Mtoni, calciatore tanzaniano († 2022)
- 13 marzo - Mariusz Rybicki, calciatore polacco
- 13 marzo - Michael Santos, calciatore uruguaiano
- 14 marzo - Víctor Álvarez, calciatore spagnolo
- 14 marzo - Anthony Bennett, cestista canadese
- 14 marzo - Joshua Buatsi, pugile britannico
- 14 marzo - Alexander Christovao, ex calciatore angolano
- 14 marzo - Christian Dean, ex calciatore statunitense
- 14 marzo - Anna Ewers, modella tedesca
- 14 marzo - Toddrick Gotcher, allenatore di pallacanestro e ex cestista statunitense
- 14 marzo - Demetrius Joyette, attore canadese
- 14 marzo - Bárbara Latorre, calciatrice e ex giocatrice di calcio a 5 spagnola
- 14 marzo - Cristina Martín-Prieto, calciatrice spagnola
- 14 marzo - Nadya Ochner, ex snowboarder italiana
- 14 marzo - Amber Orrange, ex cestista statunitense
- 14 marzo - Lasha Parunashvili, calciatore georgiano
- 14 marzo - Ardit Peposhi, calciatore albanese
- 14 marzo - Marko Ramljak, cestista croato
- 14 marzo - Renaud Ripart, calciatore francese
- 14 marzo - Janne Saksela, ex calciatore finlandese
- 14 marzo - Philipp Ziereis, calciatore tedesco
- 15 marzo - Alia Bhatt, attrice e cantante indiana
- 15 marzo - Jesse Chuku, ex cestista e youtuber britannico
- 15 marzo - Diego Carlos, calciatore brasiliano
- 15 marzo - Michael Fulmer, giocatore di baseball statunitense
- 15 marzo - Thomas Goiginger, calciatore austriaco
- 15 marzo - Grzegorz Grochowski, cestista polacco
- 15 marzo - Nikolaj Hansen, calciatore danese
- 15 marzo - Taylor Heinicke, giocatore di football americano statunitense
- 15 marzo - Jamon Brown, giocatore di football americano statunitense
- 15 marzo - Ted Karras, giocatore di football americano statunitense
- 15 marzo - Raijon Kelly, cestista statunitense
- 15 marzo - Bachana Khorava, lunghista georgiano
- 15 marzo - Kim Do-kyoum, pattinatore di short track sudcoreano
- 15 marzo - Michal Krmenčík, calciatore ceco
- 15 marzo - Aleksandra Krunić, tennista serba
- 15 marzo - Nikola Ladan, ex calciatore e ex giocatore di calcio a 5 svedese
- 15 marzo - Spencer Parker, ex cestista statunitense
- 15 marzo - Paul Pogba, calciatore francese
- 15 marzo - Franz-Josef Rehrl, combinatista nordico austriaco
- 15 marzo - Alyssa Reid, cantautrice canadese
- 15 marzo - Mark Scheifele, hockeista su ghiaccio canadese
- 15 marzo - Will Sparks, disc jockey e produttore discografico australiano
- 16 marzo - Anggisu Barbosa, calciatore est-timorese
- 16 marzo - Cha Min-kyu, pattinatore di velocità su ghiaccio sudcoreano
- 16 marzo - Andreas Cornelius, calciatore danese
- 16 marzo - Sherron Dorsey-Walker, cestista statunitense
- 16 marzo - Matías Díaz, rugbista a 15 argentino
- 16 marzo - Fernando Henrique da Conceição, calciatore brasiliano
- 16 marzo - Daniele Ferrazza, giocatore di curling italiano
- 16 marzo - George Ford, rugbista a 15 britannico
- 16 marzo - Tynia Gaither, velocista bahamense
- 16 marzo - Luke Gambin, calciatore maltese
- 16 marzo - Frederik Gytkjær, calciatore danese
- 16 marzo - Frederik Helstrup, ex calciatore danese
- 16 marzo - Jeffrey Hoogland, pistard olandese
- 16 marzo - Oleh Kolodij, tuffatore ucraino
- 16 marzo - Marine Lorphelin, modella francese
- 16 marzo - Stevan Luković, calciatore serbo
- 16 marzo - Jean Meneses, calciatore cileno
- 16 marzo - Andy Najar, calciatore honduregno
- 16 marzo - Haxhi Neziraj, calciatore svizzero
- 16 marzo - Marko Nunić, calciatore sloveno
- 16 marzo - Miguel Fernando Pereira Rodrigues, calciatore portoghese
- 16 marzo - DJ Bront, disc jockey e turntablist italiano
- 16 marzo - Davide Re, velocista italiano
- 16 marzo - Djuma Shabani, calciatore della Repubblica Democratica del Congo
- 16 marzo - Davit Skhirtladze, calciatore georgiano
- 16 marzo - Emily Sweeney, slittinista statunitense
- 16 marzo - Tai Tuivasa, pugile e artista marziale misto australiano
- 16 marzo - Alessio Vita, calciatore italiano
- 17 marzo - Alvan, cantante e musicista francese
- 17 marzo - Khouma El Babacar, calciatore senegalese
- 17 marzo - Matteo Bianchetti, calciatore italiano
- 17 marzo - Caterina Dotto, cestista italiana
- 17 marzo - Francesca Dotto, ex cestista italiana
- 17 marzo - João Rafael Ferreira, pallavolista brasiliano
- 17 marzo - Nicolò Govoni, scrittore e attivista italiano
- 17 marzo - Dávid Holman, calciatore ungherese
- 17 marzo - Takamoto Katsuta, pilota di rally giapponese
- 17 marzo - Alexandre Ramalingom, calciatore malgascio
- 17 marzo - František Sisr, dirigente sportivo, ex ciclista su strada e ex pistard ceco
- 17 marzo - Simon Sluga, calciatore croato
- 17 marzo - Ilaria Titone, triatleta italiana
- 17 marzo - Ivan Trubočkin, ex calciatore ucraino
- 17 marzo - Julia Winter, attrice svedese
- 18 marzo - Daniele Altobelli, calciatore italiano
- 18 marzo - Marlene Bojer, nuotatrice artistica tedesca
- 18 marzo - Jordy Delem, ex calciatore francese
- 18 marzo - Mark English, mezzofondista irlandese
- 18 marzo - Mana Iwabuchi, ex calciatrice giapponese
- 18 marzo - Branko Jovičić, calciatore serbo
- 18 marzo - Mateusz Lewandowski, dirigente sportivo, allenatore di calcio e ex calciatore polacco
- 18 marzo - Abel Luciatti, calciatore argentino
- 18 marzo - Guy Maganga, velocista gabonese
- 18 marzo - Maziah Mahusin, velocista e ostacolista bruneiana
- 18 marzo - Miguel Mellado, calciatore argentino
- 18 marzo - Alice Mizzau, ex nuotatrice italiana
- 18 marzo - Constantin Nica, ex calciatore rumeno
- 18 marzo - Solo Sikoa, wrestler statunitense
- 18 marzo - Urassaya Sperbund, attrice, modella e cantante thailandese
- 18 marzo - Álex Suárez, calciatore spagnolo
- 18 marzo - Jamie Webb, mezzofondista britannico
- 18 marzo - Gustav Wikheim, calciatore norvegese
- 18 marzo - Wilker Ángel, calciatore venezuelano
- 19 marzo - Fabian Bleck, cestista tedesco
- 19 marzo - Klemen Bolha, calciatore sloveno
- 19 marzo - Jazz Cartier, rapper canadese
- 19 marzo - Robert Crawford, ex calciatore scozzese
- 19 marzo - Hicham Faik, calciatore olandese
- 19 marzo - Aleksandr Kozlov, calciatore russo († 2022)
- 19 marzo - Vojtěch Kubista, calciatore ceco
- 19 marzo - Abdelkrim Ouakali, lottatore algerino
- 19 marzo - Frank Pasche, ex pistard e ciclista su strada svizzero
- 19 marzo - Marcin Piechowicz, cestista polacco
- 19 marzo - Danijel Romić, calciatore croato
- 19 marzo - Francesco Ruberto, calciatore italiano
- 19 marzo - Abdelkader Salhi, calciatore algerino
- 19 marzo - Henry Slade, rugbista a 15 inglese
- 19 marzo - Mateusz Szwoch, calciatore polacco
- 19 marzo - Benjamin Thorne, marciatore canadese
- 19 marzo - Tommaso Vergano, pallanuotista italiano
- 19 marzo - Tessa Wullaert, calciatrice belga
- 19 marzo - Hakim Ziyech, calciatore marocchino
- 19 marzo - Cleylton Santos, calciatore brasiliano
- 20 marzo - Moses Arita, ex calciatore keniota
- 20 marzo - Jalen Collins, giocatore di football americano statunitense
- 20 marzo - Seraina Friedli, ex calciatrice svizzera
- 20 marzo - Pretty Solero, rapper italiano
- 20 marzo - Leonardo Meindl, cestista brasiliano
- 20 marzo - Fabián Noguera, calciatore argentino
- 20 marzo - JaKarr Sampson, cestista statunitense
- 20 marzo - Sloane Stephens, tennista statunitense
- 20 marzo - Esther Sullastres, calciatrice spagnola
- 21 marzo - Sven Andrighetto, hockeista su ghiaccio svizzero
- 21 marzo - Tidiane Ba, calciatore senegalese
- 21 marzo - Jake Bidwell, calciatore inglese
- 21 marzo - Elizabeth Dadzie, multiplista ghanese
- 21 marzo - Laurent Dos Santos, calciatore francese
- 21 marzo - Davit Hakobyan, ex calciatore armeno
- 21 marzo - Dávid Hudák, calciatore slovacco
- 21 marzo - Jade Jones, taekwondoka britannica
- 21 marzo - Anastasija Kuz'mina, ballerina, personaggio televisivo e conduttrice televisiva ucraina
- 21 marzo - DaVonté Lacy, cestista statunitense
- 21 marzo - Luka Mitrović, cestista serbo
- 21 marzo - Chutavuth Pattarakampol, attore e conduttore televisivo thailandese
- 21 marzo - Jesse Joronen, calciatore finlandese
- 21 marzo - Yunieska Robles, pallavolista cubana
- 21 marzo - Suraj Sharma, attore indiano
- 21 marzo - María Ólafsdóttir, cantante e attrice islandese
- 22 marzo - Raman Behunoŭ, calciatore bielorusso
- 22 marzo - Marcello Borghi, hockeista su ghiaccio italiano
- 22 marzo - Sami Chouchi, judoka belga
- 22 marzo - Andrea Ellenberger, sciatrice alpina svizzera
- 22 marzo - Sebastian Holzmann, sciatore alpino tedesco
- 22 marzo - Robert Ibáñez, calciatore spagnolo
- 22 marzo - Christopher Jullien, calciatore francese
- 22 marzo - Henrik Kjelsrud Johansen, ex calciatore norvegese
- 22 marzo - Stal'vira Oršuš, lottatrice russa
- 22 marzo - Leila Ouahabi, calciatrice spagnola
- 22 marzo - Lucas Salles, comico, attore e giornalista brasiliano
- 22 marzo - Lauren Silver, calciatrice giamaicana
- 22 marzo - Laércio Soldá, ex calciatore brasiliano
- 23 marzo - Giorginho Aguirre, calciatore uruguaiano
- 23 marzo - Hendra Bayauw, calciatore indonesiano
- 23 marzo - Daniel Borges, calciatore brasiliano
- 23 marzo - Domen Bratož, cestista sloveno
- 23 marzo - Roberto Carballés Baena, tennista spagnolo
- 23 marzo - Quinn Cook, cestista statunitense
- 23 marzo - Dimitri Foulquier, calciatore francese
- 23 marzo - Taylor Henderson, cantante australiano
- 23 marzo - Shaquille Hines, cestista statunitense
- 23 marzo - Ol'ga Ivanova, taekwondoka russa
- 23 marzo - Aytaç Kara, calciatore turco
- 23 marzo - Weerawut Kayem, calciatore thailandese
- 23 marzo - Kévin Koubemba, calciatore francese
- 23 marzo - Lee Hyun-woo, attore sudcoreano
- 23 marzo - Kimberley Leggett, modella malese
- 23 marzo - Daniel Maffia, ex hockeista su ghiaccio italiano
- 23 marzo - Melissa Martinelli, ex pallavolista italiana
- 23 marzo - Maxwell, rapper tedesco
- 23 marzo - Salomon Nirisarike, calciatore ruandese
- 23 marzo - Sergiu Popovici, calciatore rumeno
- 23 marzo - Sergio Rochet, calciatore uruguaiano
- 23 marzo - Cristian Sain, calciatore argentino
- 23 marzo - JP Saxe, cantautore canadese
- 23 marzo - Peter Shalulile, calciatore namibiano
- 23 marzo - Buğrahan Tuncer, cestista turco
- 23 marzo - DeVonte Upson, cestista statunitense
- 23 marzo - Kevin Vázquez, calciatore spagnolo
- 23 marzo - Elisa del Estal, calciatrice spagnola
- 24 marzo - Gary Browne Ramírez, cestista portoricano
- 24 marzo - Claudia Galán, attrice, ballerina e modella spagnola
- 24 marzo - Seth Hinrichs, cestista statunitense
- 24 marzo - Jucie Lupeta, calciatore portoghese
- 24 marzo - Darío Melo, calciatore cileno
- 24 marzo - Giammario Piscitella, calciatore italiano
- 24 marzo - Diego Rolán, calciatore uruguaiano
- 24 marzo - Ryō Ryūsei, attore e doppiatore giapponese
- 24 marzo - Álvaro Salazar, calciatore cileno
- 24 marzo - Sander van de Streek, calciatore olandese
- 24 marzo - Iva Todorić, cestista croata
- 24 marzo - Guillermo Varela, calciatore uruguaiano
- 24 marzo - Gustavo Henrique, calciatore brasiliano
- 24 marzo - Zhai Xiaochuan, cestista cinese
- 25 marzo - Joshua Brillante, calciatore australiano
- 25 marzo - Maria Dybwad Brochmann, calciatrice norvegese
- 25 marzo - Ricardo Alves, calciatore portoghese
- 25 marzo - Andrea Filser, ex sciatrice alpina tedesca
- 25 marzo - Luis García Bañuelos, calciatore messicano
- 25 marzo - Mikael Gunnulfsen, fondista norvegese
- 25 marzo - Sam Johnstone, calciatore inglese
- 25 marzo - Sebastian Kowalczyk, cestista polacco
- 25 marzo - Pablo Kukartsev, pallavolista argentino
- 25 marzo - Justin Mana'o, ex calciatore samoano americano
- 25 marzo - Ben McKendry, calciatore canadese
- 25 marzo - Kacper Przybyłko, calciatore polacco
- 25 marzo - Leonardo Spinazzola, calciatore italiano
- 25 marzo - Zerihun Tadele, calciatore etiope
- 25 marzo - Roser Tarragó, pallanuotista spagnola
- 25 marzo - Adonis Thomas, cestista statunitense
- 26 marzo - Brayan García, calciatore honduregno
- 26 marzo - Brent Lepistu, calciatore estone
- 26 marzo - Chiara Masini Luccetti, nuotatrice italiana
- 26 marzo - Brad McKay, calciatore scozzese
- 26 marzo - Marko Mlađan, cestista serbo
- 26 marzo - Marin Mornar, cestista croato
- 26 marzo - Connor Murphy, hockeista su ghiaccio statunitense
- 26 marzo - Grainne Murphy, nuotatrice irlandese
- 26 marzo - Selina Shirin Müller, cantante e attrice tedesca
- 26 marzo - Sara Nordin, calciatrice svedese
- 26 marzo - Park Jeong-ah, pallavolista sudcoreana
- 26 marzo - Johannes Vetter, giavellottista tedesco
- 26 marzo - Wes Washpun, cestista statunitense
- 26 marzo - Charl du Toit, atleta paralimpico sudafricano
- 27 marzo - Luca Aerni, sciatore alpino svizzero
- 27 marzo - Jacopo Bellussi, ballerino italiano
- 27 marzo - Willian Candia, calciatore paraguaiano
- 27 marzo - Justin Coleman, giocatore di football americano statunitense
- 27 marzo - Dariya Derkach, triplista e ex lunghista italiana
- 27 marzo - Gonzalo Escalante, calciatore argentino
- 27 marzo - Fraser Fyvie, calciatore scozzese
- 27 marzo - Ali Gibson, ex cestista statunitense
- 27 marzo - Cristian Guanca, calciatore argentino
- 27 marzo - Lidia Isac, cantante moldava
- 27 marzo - Christian Jakobsen, calciatore danese
- 27 marzo - Luan Vieira, calciatore brasiliano
- 27 marzo - Marko Karamarko, calciatore croato
- 27 marzo - Gustav Lundbäck, ex sciatore alpino svedese
- 27 marzo - Lovisa Modig, fondista svedese
- 27 marzo - Nelson Munganga, calciatore della Repubblica Democratica del Congo
- 27 marzo - Brandon Nimmo, giocatore di baseball statunitense
- 27 marzo - Ilari Seppälä, cestista finlandese
- 27 marzo - Ángel Trinidad, pallavolista spagnolo
- 27 marzo - Robert Walsh, pallavolista statunitense
- 27 marzo - Abbie Ward, rugbista a 15 britannica
- 28 marzo - Gabriele Bizzotto, mezzofondista italiano
- 28 marzo - Cody Caldwell, pallavolista statunitense
- 28 marzo - Leandro Figueroa, calciatore argentino
- 28 marzo - Christian Gow, ex biatleta canadese
- 28 marzo - Pavlin Ivanov, cestista bulgaro
- 28 marzo - Fabian Kalig, ex calciatore tedesco
- 28 marzo - Diego Medeiros, ex calciatore brasiliano
- 28 marzo - Yuniskel Molina, ex cestista cubano
- 28 marzo - Matija Nastasić, calciatore serbo
- 28 marzo - Filip Pankarićan, calciatore serbo
- 28 marzo - Josh Scowen, calciatore inglese
- 28 marzo - Chiara Tron, attrice italiana
- 29 marzo - Néstor Abad, ginnasta spagnolo
- 29 marzo - Joe Adler, attore statunitense
- 29 marzo - Douglas Bergqvist, calciatore svedese
- 29 marzo - Marius Bülter, calciatore tedesco
- 29 marzo - Tomasz Calligaro, ex pallavolista polacco
- 29 marzo - Lorenzo Faravelli, calciatore argentino
- 29 marzo - Kate Foo Kune, giocatrice di badminton mauriziana
- 29 marzo - Gankhuyagiin Gan-Erdene, pugile mongolo
- 29 marzo - Nicolás Giraldo, calciatore colombiano
- 29 marzo - Thorgan Hazard, calciatore belga
- 29 marzo - Tessa Lavey, cestista australiana
- 29 marzo - Brett Levis, calciatore canadese
- 29 marzo - Doudou Mangni, calciatore italiano
- 29 marzo - Romāns Mickevičs, ex calciatore lettone
- 29 marzo - Sebastián Pérez Cardona, calciatore colombiano
- 29 marzo - Matías Ezequiel Rodríguez, calciatore argentino
- 29 marzo - Izmir Smajlaj, lunghista e triplista albanese
- 29 marzo - Ivan Solov'ëv, calciatore russo
- 29 marzo - Stephanie Vaquer, wrestler cilena
- 29 marzo - Edgars Vērdiņš, ex calciatore lettone
- 30 marzo - Adlan Akiev, lottatore russo
- 30 marzo - Ron Baker, ex cestista statunitense
- 30 marzo - Tera van Beilen, nuotatrice canadese
- 30 marzo - Emina Bektas, tennista statunitense
- 30 marzo - Maria Giulia Confalonieri, pistard e ciclista su strada italiana
- 30 marzo - Valerio Conti, ciclista su strada italiano
- 30 marzo - Nicolás Ferreyra, calciatore argentino
- 30 marzo - Casper von Folsach, ex pistard e ciclista su strada danese
- 30 marzo - Steven Green, cestista statunitense
- 30 marzo - Leslie Heráldez, calciatore panamense
- 30 marzo - Philipp Hofmann, calciatore tedesco
- 30 marzo - Ji Soo, attore sudcoreano
- 30 marzo - Álvaro Lemos, calciatore spagnolo
- 30 marzo - Maria Nomikou, pallavolista greca
- 30 marzo - José Antonio Delgado Villar, calciatore spagnolo
- 30 marzo - Julia Roth, ex sciatrice alpina canadese
- 30 marzo - Kyle Sinckler, rugbista a 15 britannico
- 30 marzo - Kiah Stokes, cestista statunitense
- 30 marzo - Joseph Tchako, calciatore francese
- 30 marzo - Paulo Teles, ex calciatore portoghese
- 30 marzo - Tim Väyrynen, calciatore finlandese
- 30 marzo - Anitta, cantante, attrice e ballerina brasiliana
- 31 marzo - Facundo Barcelo, calciatore uruguaiano
- 31 marzo - Sammie Coates, giocatore di football americano statunitense
- 31 marzo - Matvej Eliseev, ex biatleta russo
- 31 marzo - Musa Evloev, lottatore russo
- 31 marzo - Guillermo Hauché, calciatore argentino
- 31 marzo - Tomáš Holeš, calciatore ceco
- 31 marzo - Mikael Ishak, calciatore svedese
- 31 marzo - Quinton Jefferson, giocatore di football americano statunitense
- 31 marzo - Markul, rapper lettone
- 31 marzo - Molly Meech, velista neozelandese
- 31 marzo - Jacob Murillo, calciatore colombiano
- 31 marzo - Jessica Sutton, attrice sudafricana
- 31 marzo - Jamal Thiaré, calciatore senegalese
- 31 marzo - Krista Vansant, allenatrice di pallavolo e ex pallavolista statunitense
- 31 marzo - Federico Vázquez, calciatore argentino
- 31 marzo - Connor Wickham, calciatore inglese